# Gardner’s Gut
Gardner’s Gut ist ein Höhlensystem im Gebiet Waitomo in der Region Waikato auf der Nordinsel Neuseelands. Sie liegt in der Ruakuri Caves and Bush Scenic Reserve, einem Areal, das auch einige andere bedeutsame natürliche Merkmale aufweist. Das Gebiet wird vom Department of Conservation (DOC) verwaltet. Mit 12197 Metern erkundeter Höhlenlänge ist es 2015 Neuseelands siebentlängstes Höhlensystem und das längste der Nordinsel.
Die Höhlen mit ihren zwei Ebenen bestehen fast vollständig aus durch strömendes Wasser aus dem Kalkstein aus dem Oligozän herausgewaschenen Gängen und Höhlungen, in einem Teil fließt noch heute Wasser. Sie werden im Gegensatz zu den nahegelegenen Waitomo Caves nicht touristisch genutzt und werden von neuseeländischen Höhlenvereinen der Nordinsel für Begehungen mit Anfängern genutzt werden. Es werden jedoch auch professionell geführte Touren angeboten. Die Höhlen bieten verschiedene typische Merkmale von Höhlen wie Engstellen, enge, verwundene Gänge, große Höhlen, Stalaktiten und „Straws“ sowie eine Wanderung durch den Busch zum Erreichen der Höhle. Aber die Höhle ist für nicht ausgebildete Personen mit normaler Fitness und ohne Klaustrophobie einfach genug zu begehen. Der normalerweise von Anfängern und geführte Touren begangene Teil in der oberen Ebene des Höhlensystems befindet sich um den Zweihöhlen-Eingang nahe dem Fluss.
Wegen der zahlreichen Begehungen durch Amateure kommt es in der Höhle zu Schäden an den empfindlichen Kalksteinformationen, indem sie abgebrochen oder verschmutzt werden, so dass sie nicht weiter wachsen.
In der Höhle befindet sich die „Birthday Candle“ (Geburtstagskerze), der größte Stalagmit des Landes mit einer Höhe von sechs bis sieben Metern und einem Durchmesser von etwa zwei Metern.